# Hainstraße 11, 12 (Burg)

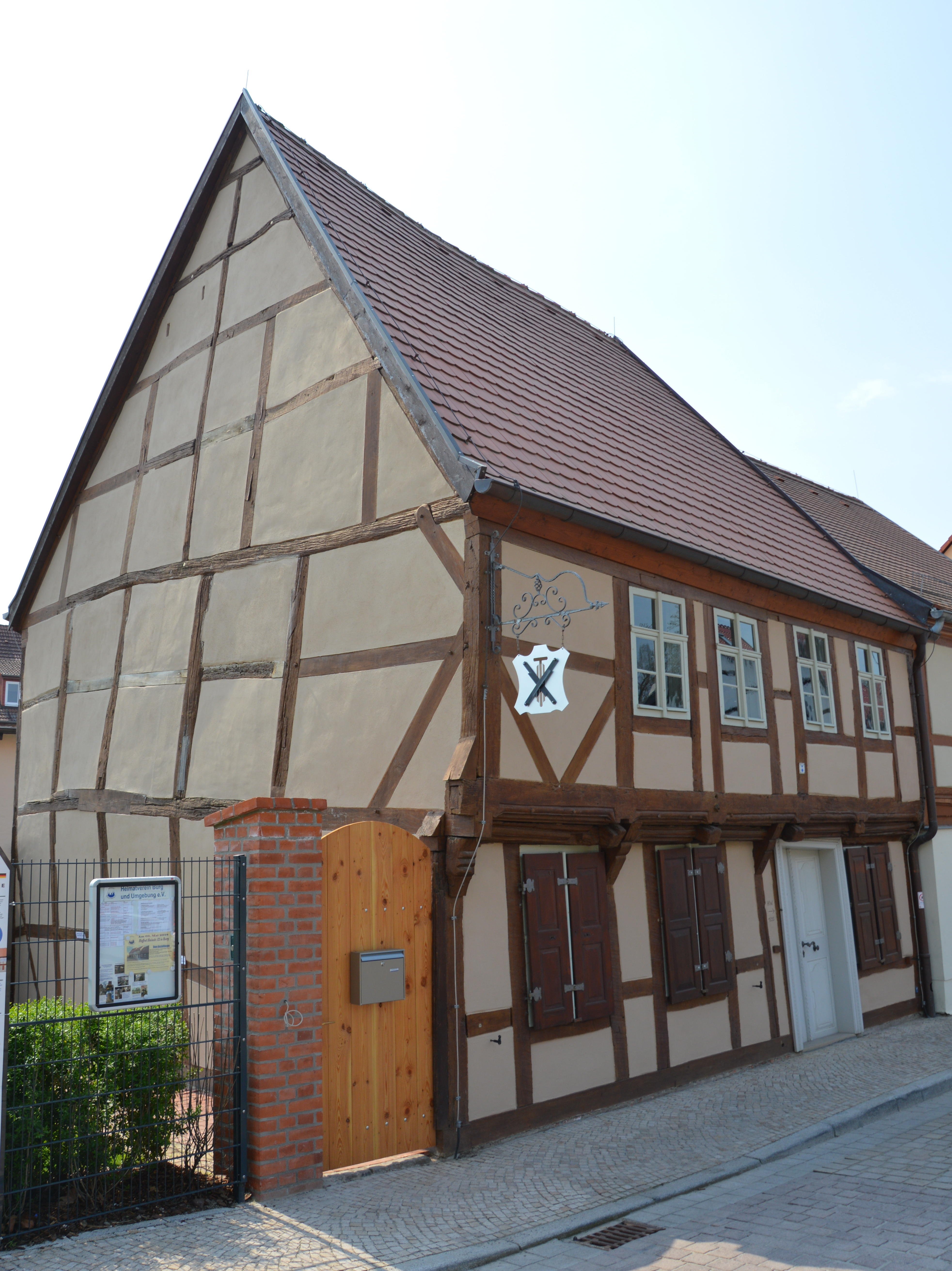
Hainstraße 12 im Jahr 2018

Das Gebäude Hainstraße 11, 12 ist ein denkmalgeschützter Handwerkerhof in Burg (bei Magdeburg) in Sachsen-Anhalt.

## Lage
Das Fachwerkhaus befindet sich auf der Südseite der Hainstraße in der Altstadt von Burg. Östlich des Hauses befindet sich die Parkanlage Ihlegärten.

## Architektur und Geschichte
Das an der Straße traufständig stehende zweigeschossige Wohnhaus Hainstraße 12 des Hofs wurde in Fachwerkbauweise errichtet. Nach dendrochronologischen Untersuchungen wurden verwendete Hölzer im Winter 1588/89 geschlagen. Das Gebäude ist damit nach dem Haus Berliner Straße 38 das zweitälteste erhaltene Fachwerkhaus der Stadt Burg. Andere Angaben nennen als Bauzeit des Hauses bereits die Zeit um 1450, womit es das älteste Fachwerkhaus wäre. Die Gestaltung der Fassade weist eine Renaissanceornamentik auf. Das hofseitige Fachwerk zeigt eine ältere Bautradition, die im südwestlichen Teil des heutigen Sachsen-Anhalt seit der ersten Hälfte des 14. Jahrhunderts gebräuchlich war. 
Der Handwerkerhof trug in der Vergangenheit die Hausnummer 550. Er war lange als Gerberei in Betrieb und war als Firma Albrecht die letzte Gerberei der Stadt, bis die Nutzung im Dezember 1991 eingestellt wurde. 1993 wurde die Gerberei als technisches Denkmal saniert. Im Gebäude befindet sich der Sitz des Heimatvereins Burg und Umgebung e.V.
Im örtlichen Denkmalverzeichnis ist der Handwerkerhof unter der Erfassungsnummer 094 05672 als Baudenkmal verzeichnet.